# Alonzo B. Cornell

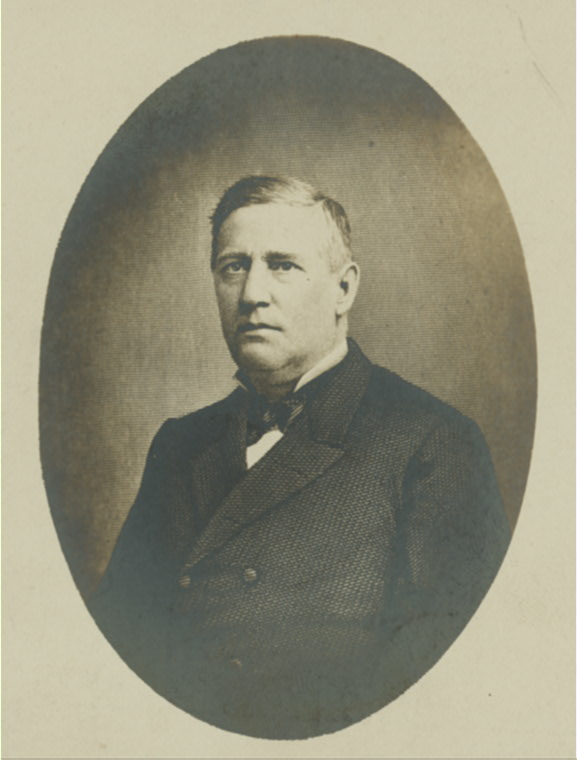
Alonzo B. Cornell

Alonzo Barton Cornell (* 22. Januar 1832 in Ithaca, New York; † 12. Oktober 1904 ebenda) war ein US-amerikanischer Politiker und von 1880 bis 1883 Gouverneur des Bundesstaates New York.

## Frühe Jahre und politischer Aufstieg
Alonzo Cornell besuchte die Ithaca Academy. Danach arbeitete er für eine Telegraphenfirma. In dieser Branche stieg er im Verlauf der Zeit zum Vizepräsidenten und später zum Direktor der Western Union Telegraph Company auf. Er betrieb auch einige Dampfschiffe auf dem Cayuga Lake und war zwischen 1864 und 1869 bei der First National Bank of Ithaca beschäftigt.
Cornell wurde Mitglied der Republikanischen Partei. Im Jahr 1868 bewarb er sich erfolglos um den Posten des Vizegouverneurs von New York. Zwischen 1870 und 1878 war er Vorsitzender seiner Partei in diesem Staat. 1873 wurde er Abgeordneter und Präsident des Repräsentantenhauses von New York. Danach war er in der Zollbehörde von New York City tätig. Im Jahr 1876 war Alonzo Cornell auch Delegierter zur Republican National Convention, auf der Rutherford B. Hayes als Präsidentschaftskandidat seiner Partei nominiert wurde.

## Gouverneur von New York und weiterer Lebenslauf
Am 4. November 1879 wurde er gegen Amtsinhaber Lucius Robinson zum neuen Gouverneur gewählt. Dabei profitierte er von einer Spaltung der Demokratischen Partei. Cornell trat seine dreijährige Amtszeit am 1. Januar 1880 an. In seiner Regierungszeit wurden ein Eisenbahnausschuss und ein Gesundheitsausschuss geschaffen. Frauen erhielten das Recht, im Schulbereich führende Positionen auszuüben. Damals wurde auch eine Gewerbesteuer eingeführt. Im Jahr 1882 unterlag Alonzo Cornell bei den Gouverneurswahlen dem späteren US-Präsidenten Grover Cleveland.
Nach dem Ende seiner Gouverneurszeit zog sich Cornell aus der Politik zurück. Er starb im Jahr 1904. Der Ex-Gouverneur war zweimal verheiratet und hatte insgesamt vier Kinder.